# Абу'л-Фаріс Абдул-Азіз I
Абу'л-Фаріс Абдул-Азіз I ібн Алі аль-Мустансир (араб. أبو فارس المستنصر عبد العزيز بن علي; нар. 1349 —22 травня 1372) — 14-й маринідський султан Марокко в 1366—1372 роках.

## Життєпис
Походив з династії Маринідів. Син султана Абу'л Гасан Алі I. Народився 1349 році в Фесі під час перебування його батька в поході. Брат Абдул-Азіза — Абу Інан Фаріс ще у 1348 році захопив трон в Фесі. Тому відправив новонароджено до палацу, де той перебував під вартою.
1366 року візир Умар ібн Абдалла аль-Ябані наказав вбити султана Мухаммада II, після чого поставив на трон Абдул-Азіза I. Після зміцнення у владі новий султан наказав своїм євнухам убити впливового візира. За цим вирішив відновити владу в Марракеші та Високому Атласі, де бербери-хінтата під орудою Мухаммада аль-Хантані стали незалежними. Вони оголосили султаном Абу аль-Фадла, сина султана Абу Саліма Ібрагіма. Протягом 1368 року підкорилися хінтата, а у 1368 році зайняв Марракеш, полонивши Абд аль-Фадла.
1368 року відправив війська на допомогу Педро I, королю Кастилії, у війні проти Енріке Трастамара. Розроблявся план захоплення Гранадського емірату, але не був здійснений.
1372 року очолив похід проти Заянідів. Стрімкою атакою змусив султана Абу Хамму II втекти. Підкорив західні володіння останнього. Але раптово помер. після цього мариінсдьке військо залишило захоплені землі. Йому спадкував син Абу Заян Мухаммад III.